# Alchemilla simplex
Alchemilla simplex é uma espécie de rosácea do gênero Alchemilla, pertencente à família Rosaceae.